# مشاري هلال المطيري
مشاري هلال المطيري، (1915 - 1990) سياسي كويتي وعضو سابق في المجلس التشريعي الكويتي الثاني وعضو مجلس الامة الكويتي السابق.

## عن حياته
ولد مشاري هلال بن فجحان بن مفيز المطيري في الكويت - شرق - وتربي في كنف والده السياسي ورجل الأعمال هلال فجحان المطيري، ودخل الحياة البرلمانية في انتخابات المجلس التشريعي الكويتي الثاني وحصل علي 198 صوت، في الترتيب ال17 وفاز بالمقعد، وكان أصغر الأعضاء وعمره 24 سنة.

## حياته العائلية
تزوج من سبيكة إبراهيم المضف، ومن بنت الساير، ومن لطيفه رومي الفهد  وبنت الإبراهيم الراشد، وله من الأبناء:
- علي مشاري هلال المطيري
- غازي مشاري هلال المطيري
- هلال مشاري هلال المطيري
- فيصل مشاري هلال المطيري
- طلال مشاري هلال المطيري
- بدر مشاري هلال المطيري
- وأربع بنات